# Classe Luigi Cadorna
Pour les articles homonymes, voir Luigi Cadorna et Cadorna.
La classe Luigi Cadorna était une sous-classe de croiseur léger de classe Condottieri en service dans la Regia Marina entre 1933 et 1951.

## Développement
Les Cadorna différaient peu des di Giussano qui les précédaient, si ce n'est la disparition du hangar pour avion et une stabilité quelque peu améliorée. Ils souffraient comme leurs prédécesseurs d'un manque d'autonomie et d'une protection beaucoup trop faible, que leur vitesse de pointe, toute théorique, ne compensait pas. L'Armando Diaz disparut dès février 1941, coulé par un sous-marin britannique en escortant un convoi vers l'Afrique. Le Cadorna parvint à survivre jusqu'à l'Armistice italien et rejoignit le camp allié.

## Navires de la classe
| Navire        | Constructeur                             | Pose de la quille | Lancement         | Mise en service | Fait                                         |
| ------------- | ---------------------------------------- | ----------------- | ----------------- | --------------- | -------------------------------------------- |
| Luigi Cadorna | Cantieri Riuniti dell'Adriatico, Trieste | 19 septembre 1930 | 30 septembre 1931 | 11 août 1933    | Démoli en 1951.                              |
| Armando Diaz  | OTO Melara SpA, La Spezia                | 28 juillet 1930   | 10 juillet 1932   | 29 avril 1933   | Coulé par le HMS Upright le 25 février 1941. |